# Bartłomiej Drągowski
Bartłomiej Drągowski (ur. 19 sierpnia 1997 w Białymstoku) – polski piłkarz, występujący na pozycji bramkarza, od 2024 w greckim klubie Panathinaikos AO. Od 2020 reprezentant Polski.

## Kariera piłkarska

### Kariera juniorska
Bartłomiej Drągowski jest wychowankiem MOSP Jagiellonia Białystok. W 2012 roku został zawodnikiem ekstraklasowej Jagiellonii Białystok, początkowo grał w Młodej Ekstraklasie, a następnie (od 2013 roku) w trzecioligowej Jagiellonii II Białystok.

### Kariera klubowa
W Ekstraklasie zadebiutował 27 maja 2014 w zremisowanym 4–4 meczu z Koroną Kielce. Podczas meczu 6. kolejki Ekstraklasy w sezonie 2014/2015 ze Śląskiem Wrocław czerwoną kartką ukarany został za faul taktyczny bramkarz Jagiellonii Jakub Słowik, ta sytuacja wymusiła wejście do bramki Drągowskiego. Słaba postawa drugiego bramkarza Krzysztofa Barana spowodowała, że Drągowski pomimo młodego wieku, stał się pierwszym bramkarzem „Dumy Podlasia”.
W Lidze Europy UEFA zadebiutował 2 lipca 2015 w wygranym 1–0 meczu Jagiellonii z Kruoją Pokroje. Wystąpił także w spotkaniu rewanżowym, które Jagiellonia wygrała 8–0. Zaliczył występy w barwach Jagiellonii przeciwko Omonii Nikozja.
4 lipca 2016 przeszedł z Jagiellonii do Fiorentiny na zasadzie transferu definitywnego, podpisując z nowym klubem pięcioletnią umowę. W barwach Fiorentiny zadebiutował 28 maja 2017 w zremisowanym 2–2 meczu z Pescarą Calcio. 
22 stycznia 2019 został wypożyczony do Empoli FC. 15 kwietnia 2019 pobił rekord skutecznych obron w Serie A, broniąc 17 strzałów na bramkę w meczu z Atalantą BC, nie tracąc przy tym ani jednego gola.
Po powrocie z wypożyczenia został pierwszym bramkarzem „Liliowych”.
10 sierpnia 2022 podpisał 3-letni kontrakt z włoskim klubem Spezia, w którym zadebiutował 14 sierpnia tegoż roku w wygranym 1:0 meczu Serie A z Empoli FC. 19 stycznia 2024 został wypożyczony do końca sezonu 2023/2024 do greckiego klubu Panathinaikos AO.

### Kariera reprezentacyjna
Reprezentował Polskę w klasach wiekowych U-15, U-16, U-17, U-19, U-20 i U-21. Rozegrał dwa mecze w eliminacjach do Mistrzostwach Europy U-21 w Piłce Nożnej 2019. 2 czerwca 2017 został powołany przez selekcjonera Marcina Dornę na Mistrzostwa Europy U-21. 7 października 2018 został dodatkowo powołany do „seniorskiej” reprezentacji Polski w miejsce kontuzjowanego Łukasza Skorupskiego. 7 października 2020 zadebiutował w reprezentacji Polski w towarzyskim meczu z reprezentacją Finlandii.
10 listopada 2022 został powołany przez Czesława Michniewicza na mistrzostwa świata w Katarze. 13 listopada 2022, podczas ligowego meczu Spezii przeciwko Hellasowi Verona, doznał kontuzji, która spowodowała zastąpienie Drągowskiego Kamilem Grabarą na liście powołanych na turniej.
Aktualne na 8 czerwca 2022.
| Reprezentacja | Rok     | Mecze | Bramki |
| ------------- | ------- | ----- | ------ |
| Polska        |         |       |        |
| 2020          | 1       | 0     |        |
| 2022          | 1       | 0     |        |
| Ogólnie       | Ogólnie | 2     | 0      |

| Mecze i gole w reprezentacji | Mecze i gole w reprezentacji | Mecze i gole w reprezentacji | Mecze i gole w reprezentacji | Mecze i gole w reprezentacji | Mecze i gole w reprezentacji | Mecze i gole w reprezentacji |
| Lp.                          | Data                         | Miasto                       | Przeciwnik                   | Gol                          | Wynik                        | Rozgrywki                    |
| ---------------------------- | ---------------------------- | ---------------------------- | ---------------------------- | ---------------------------- | ---------------------------- | ---------------------------- |
| 1.                           | 07.10.2020                   | Gdańsk                       | Finlandia                    |                              | 5:1                          | towarzyski                   |
| 2.                           | 08.06.2022                   | Bruksela                     | Belgia                       |                              | 1:6                          | LN 2022/2023                 |

## Statystyki
Stan na 29 stycznia 2021.
| Klub                  | Sezon              | Liga               | Liga  | Liga   | Puchar kraju | Puchar kraju | Europa | Europa | Suma  | Suma   |
| Klub                  | Sezon              | Liga               | Mecze | Bramki | Mecze        | Bramki       | Mecze  | Bramki | Mecze | Bramki |
| --------------------- | ------------------ | ------------------ | ----- | ------ | ------------ | ------------ | ------ | ------ | ----- | ------ |
| Jagiellonia Białystok | 2013/2014          | Ekstraklasa        | 1     | 0      | 0            | 0            | —      | —      | 1     | 0      |
| Jagiellonia Białystok | 2014/2015          | Ekstraklasa        | 29    | 0      | 1            | 0            | —      | —      | 30    | 0      |
| Jagiellonia Białystok | 2015/2016          | Ekstraklasa        | 34    | 0      | 0            | 0            | 4      | 0      | 38    | 0      |
| Jagiellonia Białystok | Ogólnie            | Ogólnie            | 64    | 0      | 1            | 0            | 4      | 0      | 69    | 0      |
| ACF Fiorentina        | 2016/2017          | Serie A            | 1     | 0      | 0            | 0            | 0      | 1      | 0     | 0      |
| ACF Fiorentina        | 2017/2018          | Serie A            | 3     | 0      | 2            | 0            | —      | —      | 5     | 0      |
| ACF Fiorentina        | 2018/2019          | Serie A            | 3     | 0      | 0            | 0            | —      | —      | 3     | 0      |
| ACF Fiorentina        | Ogólnie            | Ogólnie            | 7     | 0      | 2            | 0            | 0      | 0      | 9     | 0      |
| Empoli FC (wyp.)      | 2018/2019          | Serie A            | 14    | 0      | 0            | 0            | —      | —      | 14    | 0      |
| Empoli FC (wyp.)      | Ogólnie            | Ogólnie            | 14    | 0      | 0            | 0            | 0      | 0      | 14    | 0      |
| ACF Fiorentina        | 2019/2020          | Serie A            | 31    | 0      | 1            | 0            | —      | —      | 32    | 0      |
| ACF Fiorentina        | 2020/2021          | Serie A            | 26    | 0      | 0            | 0            | —      | —      | 26    | 0      |
| ACF Fiorentina        | Ogólnie            | Ogólnie            | 57    | 0      | 1            | 0            | 0      | 0      | 58    | 0      |
| Ogólnie w karierze    | Ogólnie w karierze | Ogólnie w karierze | 142   | 0      | 4            | 0            | 4      | 0      | 150   | 0      |

## Życie prywatne
Jego ojciec Dariusz również był piłkarzem (grał w Jagiellonii i Siarce Tarnobrzeg), a później został celnikiem, natomiast matka Justyna jest nauczycielką wychowania fizycznego.

## Sukcesy

### Panathinaikos AO
- Puchar Grecji: 2023/2024[27]

### Indywidualne
- Najlepszy bramkarz Ekstraklasy w sezonie 2014/2015[28]
- Odkrycie sezonu Ekstraklasy w sezonie 2014/2015[28]